# Čestmír Kalina
Čestmír Kalina (ur. 5 maja 1922 w Pradze, zm. 18 października 1988 tamże) – czechosłowacki lekkoatleta, kulomiot.
Złoty medalista światowych igrzysk studentów – pierwowzoru Uniwersjady (1947). Dwukrotnie stawał na podium alternatywnych igrzysk młodzieży i studentów: złoto w 1949 oraz brąz w 1951.
Odpadł w eliminacjach podczas mistrzostw Europy w Oslo (1946).
Ósmy zawodnik igrzysk olimpijskich w Londynie (1948).

## Rekordy życiowe
- Pchnięcie kulą – 16,06 (1951)